# Àpex solar
Àpex solar és el punt de l'esfera celeste que determina la direcció en la qual el Sol es mou pel que fa al sistema de repòs local. Al seu torn defineix un antàpex, que és el punt oposat en la direcció d'aquest moviment.

## Posició
L'àpex solar, calculat a partir d'observacions en el rang visual del moviment propi dels estels veïns, se situa en (18h 28m 0s α, +30° δ) expressat en coordenades equatorials, o en (56,24° l, 22,54° b) expressat en coordenades galàctiques. Les observacions de radi donen una posició lleugerament diferent: (18h 03m 50,2s α, +30° 00′ 16,8″ δ) o (58,87° l, 17,72° b). Tots dos punts se situen en la constel·lació d'Hèrcules, al sud-oest de l'estrella Vega (Alfa Lyrae), fixant l'antàpex en les proximitats de l'estrella ζ Canis Minoris.

## Velocitat
La velocitat a la qual el Sol es mou cap a l'àpex és d'uns 16,5 km/s. Aquesta velocitat no ha de confondre's amb la velocitat a la qual el Sol orbita el centre de la galàxia (entorn dels 220 km/s) i que ja s'inclou en el moviment del sistema de repòs local.

## Descobriment
El moviment relatiu del Sol pel que fa al seu grup d'estrelles i la seva direcció va ser descobert el 1783 per William Herschel. En aquesta època encara imperava la teoria heliocèntrica i es pensava que la resta d'estrelles orbitarien al voltant del Sol. No obstant això, en observar el moviment propi dels estels més propers es va comprovar que els seus moviments eren en aparença caòtics i no semblaven orbitar al Sol en absolut. William Herschel va raonar que si la resta d'estrelles no orbitaven al voltant del Sol, aquest també podria seguir un moviment propi en lloc de romandre fix al centre de l'univers.
Per determinar aquest moviment va considerar el fet que les estrelles més llunyanes al Sol es veuen més properes entre sí que les properes, de manera que si un grup d'estrelles s'apropa al Sol semblaran separar-se entre si, i si s'allunyen del Sol semblarà que aquestes estrelles convergeixen en un punt. Els punts dels quals aparentment se separarien o aproparien les estrelles constitueixen l'àpex i l'antàpex respectivament, i determinarien la direcció de desplaçament del Sol pel que fa als estels del seu veïnat. Aquest moviment aparent de les estrelles quedaria parcialment emmascarat pel moviment propi dels estels, però no totalment.
Seguint aquest raonament i basant-se en el petit nombre de moviments propis dels estels que es coneixien en aquella època, Herschel va determinar que el Sol es mou cap a cert punt situat en la constel·lació d'Hèrcules, no gaire lluny de l'àpex que es coneix avui en dia.